# Psectrocladius flaviventris
Psectrocladius flaviventris är en tvåvingeart som beskrevs av Jean-Jacques Kieffer 1929. Psectrocladius flaviventris ingår i släktet Psectrocladius och familjen fjädermyggor. Inga underarter finns listade i Catalogue of Life.